# Samia Sehabi
Samia Sehabi (sinh ngày 9 tháng 1 năm 1981) là một thủ môn bóng ném của đội tuyển Algérie. Cô chơi cho câu lạc bộ GS Pétroliers, và trong đội tuyển quốc gia Algérie Cô thi đấu tại Giải vô địch bóng ném nữ thế giới 2013 ở Serbia, nơi Algérie xếp thứ 22.